# Tuíre Kayapó
Tuíre Kayapó (Kokrajmoro, 1970 – Redenção, 10 de agosto de 2024), também conhecida como Tuíra, foi uma líder e guerreira kayapó, ativista dos direitos indígenas e do meio ambiente. Tuíre recebeu visibilidade internacional após um registro fotográfico tirado no Encontro das Nações Indígenas do Xingu, realizado em Altamira no ano de 1989. A partir disso, Tuíre permaneceu ativa na defesa de suas causas políticas ao longo de sua vida.

## Biografia
A mãe de Tuíre nasceu na aldeia Kokrajmoro, enquanto seu pai nasceu em Kubēnkrãkêj. Foi na aldeia Kokrajmoro que os pais de Tuíre se conheceram, e também o local de nascimento de Tuíre, que por lá residiu até seus 17 anos, até que se mudou para Kubēnkrãnkêj, onde seu pai havia nascido. O nome Tuíre foi atribuído à guerreira por sua avó e, segundo Tuíre, “foram os kubēns [brancos] que começaram a me chamar de Tuíra”.

## Encontro de Altamira

A foto icônica de Tuíre Kayapó, captada por Paulo Jares, durante o 1º Encontro dos Povos Indígenas do Xingu (1989)

Em 1989, ocorreu em Altamira, no Pará, o 1.º Encontro dos Povos Indígenas do Xingu com o objetivo, por parte da Fundação Nacional do Índio (FUNAI), em aumentar a participação dos povos indígenas na tomada de decisão de questões que os afeta diretamente. Durante o encontro, Tuíre encostou um facão na face do então diretor da Eletronorte, José Antônio Muniz, em ato de protesto contra as falas de Muniz, que Tuíre considerou como centradas nos projetos econômicos da Eletronorte e à parte das questões indígenas, e também contra a depredação ambiental a ocorrer em Belo Monte, a fim de proceder a instalação de uma usina hidrelétrica sobre o rio Xingu. Junto a este ato, que foi recebido por silêncio entre os participantes, Tuíre declarou:
| “       | A eletricidade não vai nos dar a nossa comida. Precisamos que nossos rios fluam livremente. O nosso futuro depende disso. Nós não precisamos de sua represa. | ” |
| — Tuíre | |   |

"Há um vídeo que mostra a cena. Flashes de câmera espocam; há uma barreira de fotógrafos e participantes em torno da mesa de uma audiência pública em Altamira, no dia 21 de fevereiro de 1989. Ocacique Kayapó Paulinho Paiakã e o ambientalista (à época deputado federal) Fábio Feldmann ladeiam o engenheiro, então diretor da Eletronorte, José Antônio Muniz Lopes. A jovem Tuíre está ornada com uma faixa de contas no cabelo sobre a testa, dois longos colares de miçangas (um azul, outro, vermelho). Suas mãos estão pretas pela mistura de carvão e jenipapo. Tuíre fala palavras indignadas primeiro batendo a lâmina do facão contra a superfície da mesa, depois brandindo-o no alto em frente ao engenheiro. Feldmann, em pé, então se senta. Tuíre, neste momento, pressiona a lâmina na face direita, em seguida na face esquerda de Lopes, cuja cabeça cede ligeiramente para os lados sob a pressão do instrumento. Tão logo realiza seu ato, Tuíre vira as costas para a mesa e sai. Por trás da mesa, um bloco de corpos masculinos permanece estático enquanto tudo se desenrola: os homens não se mexem, nenhum braço se levanta. Feldmann observa a reação do engenheiro e a saída de Tuíre." —Cássio Martinho

Após a visibilidade que o ato de manifestação de Tuíre recebeu, o projeto da Eletronorte, que se chamava Usina Hidrelétrica de Kararaô foi rebatizado para Usina Hidrelétrica de Belo Monte. Com o ato que realizou neste encontro, Tuíre se tornou mundialmente reconhecida graças ao registro fotográfico captado por Paulo Jares, que circulou o mundo estampando revistas e jornais.

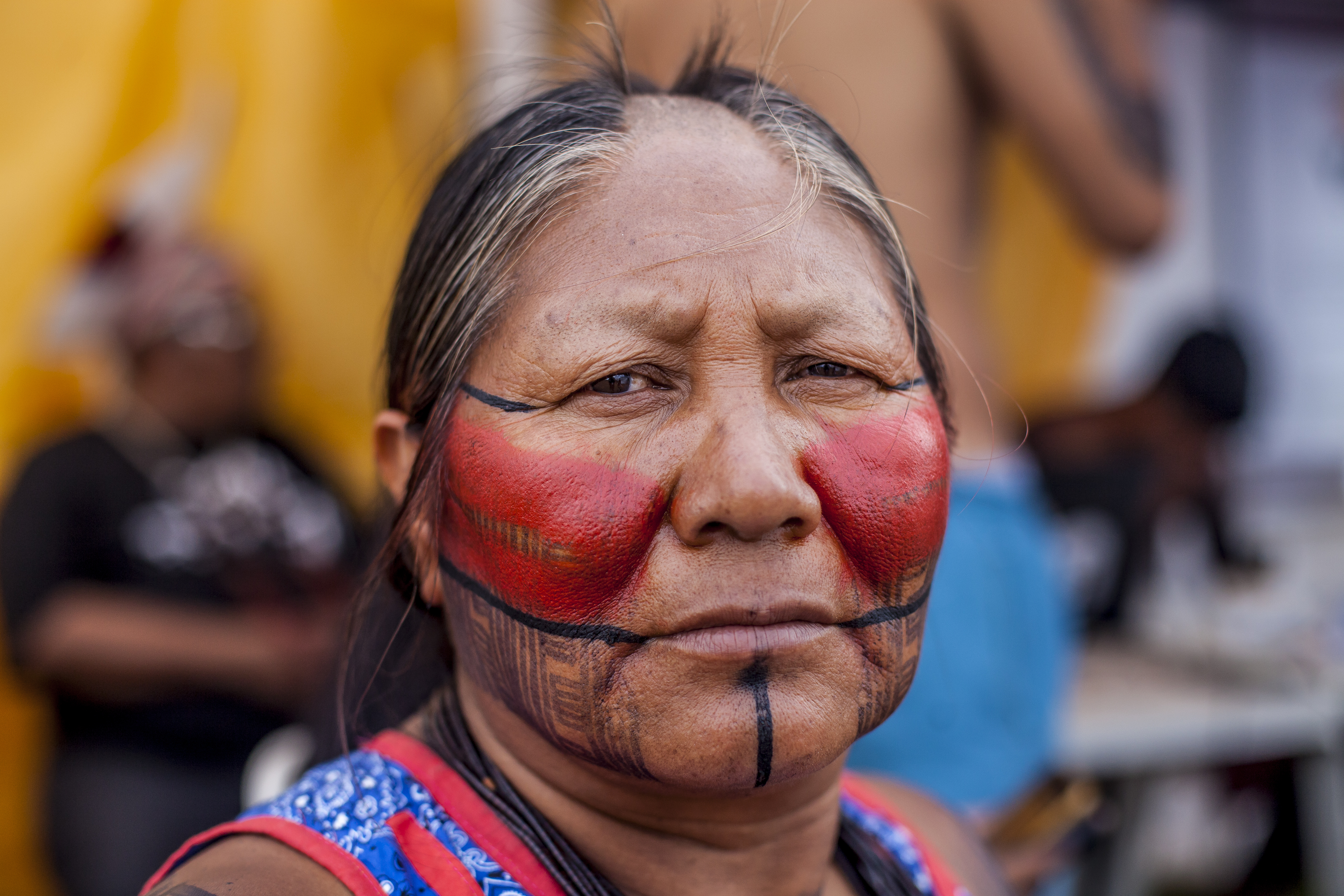
Tuíre Kayapó no 14º Acampamento Terra Livre, 2017

## Morte
Tuíre morreu em 10 de agosto de 2024 em Redenção, no estado do Pará. Ela sofria de câncer de útero desde 2023. Ela recebeu homenagens do presidente Luiz Inácio Lula da Silva, da ministra dos Povos Indígenas Sônia Guajajara, da Federação dos Povos Indígenas do Pará (Fepipa) e da Fundação Nacional dos Povos Indígenas.